# Список глав государств в 501 году до н. э.
| 502 до н. э. ← Список глав государств по годам → 500 до н. э. |

## Азия
- Китай (династия Восточная Чжоу) — Цзин-ван (Гуай) (519 до н. э. — 475 до н. э.)
  - Вэй — Лин-гун (Юань) (534 до н. э. — 492 до н. э.)
  - Лу — Дин-гун (Сун) (509 до н. э. — 494 до н. э.)
  - Сун — Цзин-гун (Тоумань) (516 до н. э. — 450 до н. э.)
  - У — Хэ-лу (Гуан) (514 до н. э. — 495 до н. э.)
  - Цай — Чжао-хоу (Шэнь) (518 до н. э. — 490 до н. э.)
  - Цао — Бо-ян (501 до н. э. — 487 до н. э.)
  - Цзинь — Дин-гун (У) (511 до н. э. — 474 до н. э.)
  - Ци — Цзин-гун (Чуцзю) (547 до н. э. — 489 до н. э.)
  - Цинь — Ай-гун (536 до н. э. — 500 до н. э.)
  - Чжэн — Сянь-гун (Чай) (513 до н. э. — 500 до н. э.)
  - Чу — Чжао-ван (Чжэнь) (515 до н. э. — 488 до н. э.)
  - Чэнь — Минь-гун (Юэ) (501 до н. э. — 479 до н. э.)
  - Юэ — Юн Чан (510 до н. э. — 495 до н. э.)
  - Янь — Цзянь-гун (504 до н. э. — 492 до н. э.)
- Магадха — Харьянки (544 до н. э. — 413 до н. э.)
- Милет — Аристагор, тиран (ок. 520 до н. э. — 497 до н. э.)
- Персидская империя (династия Ахеменидов) — Дарий I, царь (522 до н. э. — 486 до н. э.)
- Чосон — Ильсон-ван (Ки Ган), царь (503 до н. э. — 486 до н. э.)

## Африка
- Карфаген — Ганнон, царь (ок. 510 до н. э. — 480 до н. э.)
- Кирена — Батт IV, царь (ок. 515 до н. э. — 470 до н. э.)
- Мероитское царство — Аманиастабарка, царь (510 до н. э. — 487 до н. э.)
- Сабейское царство — Йаса'амар Байин II бен Сумху'алай, царь (ок. 525 до н. э. — 495 до н. э.)

## Европа
- Акрагант — Энесидем (ок. 515 до н. э. — 490 до н. э.)
- Афины — Hermocreon, архонт (501 до н. э. — 500 до н. э.)
- Гела — Клеандр (Пантарей), тиран (508 до н. э. — 499 до н. э.)
- Македония — Аминта I, царь (ок 540 до н. э. — 495 до н. э.)
- Римская республика —
  1. Постумий Коминий Аврунк, консул (501 до н. э.)
  2. Тит Ларций Флав (Руф), консул (501 до н. э.)
- Самос — Эак, царь (ок. 505 до н. э. — 500 до н. э.)
- Спарта —
  1. Клеомен I (род Агиадов), царь (ок. 520 до н. э. — 490 до н. э.)
  2. Демарат (род Эврипонтидов), царь (ок. 515 до н. э.—491 до н. э.)
- Херсонес фракийский — Мильтиад Младший (ок. 510 до н. э. — 490 до н. э.)